# یمیر (ماه)
یمیر ‎/ˈiːmɪər/‎ یا زحل XIX یک ماه نامنظم از زحل است. این ماه در سال ۲۰۰۰ توسط برت جیمز گلدمن و دیگران کشف شد. و با نام موقت S / 2000   S   1 نامگذاری شد. این نام در آگوست ۲۰۰۳ ، به پاس یمیر، اسطوره باستانی به یمیر تغییر یافت.
از میان قمرهایی که گردششان به دور زحل بیش از ۳ سال زمینی به طول می انجامد، بزرگترینشان یمیر است که قطر آن حدود ۱۸ کیلومتر (۱۱ مایل) می باشد. ۳٫۶ سال زمینی طول می کشد تا یمیر مدار دور زحل را کامل کند. 

تصویربرداری یمیر توسط تلسکوپ CHFT در ۲۳ سپتامبر ۲۰۰۰